# Kassaly Daouda
Kassaly Daouda   (Dosso, 19 d'agost de 1983) és un exfutbolista de Níger de la dècada de 2000.
Fou internacional amb la selecció de futbol del Níger.
Pel que fa a clubs, destacà a Cotonsport Garoua, Rapid Bucharest i Katsina United.